# Dennis Hamley
Dennis Hamley (* 1936 in Kent) ist ein britischer Schriftsteller.
Hamley wuchs hauptsächlich in der Stadt Winslow in Buckinghamshire auf. Nach dem Schulbesuch diente er zunächst bei der Royal Air Force, studierte dann Englisch in Cambridge und war viele Jahre lang Lehrer. Er unterrichtete unter anderem an Grammar Schools in Stockport und Wakefield, war in der Lehrerausbildung am Milton Keynes College of Education und als County English Adviser für Hertfordshire tätig. Er veranstaltete auch regelmäßig Schreibkurse für Kinder.
1962 veröffentlichte Hamley sein erstes Buch (Three Towneley Plays) und 1974 seinen ersten Roman für Kinder (Pageants of Despair). Zu dieser Zeit begann er sich zunehmend auf das Schreiben zu konzentrieren. 1992 gab er den Lehrerberuf auf und wurde zum Vollzeit-Schriftsteller. Neben Romanen schreibt er Kurzgeschichten, Schulbücher und andere Sachliteratur. Einige seiner Werke wurden ins Deutsche übersetzt und erschienen im Würzburger Arena Verlag.
Hamley war mit einer Irin verheiratet, mit der er eine Tochter und einen Sohn bekam. Die Familie lebte in Hertford. Nachdem seine Ehefrau 2006 verstorben war, zog Hamley nach Oxford. Dort wurde er Mitglied der Autoren-Vereinigung Writers in Oxford und war als Tutor für Studenten im Bereich kreatives Schreiben tätig.

## Werke (Auswahl)
- Die Abenteuer des Joslin de Lay, in sechs Bänden
  - 1. Band: Das fünfte Gesicht (Of Dooms and Death). Arena, Würzburg 2001, ISBN 3-401-05206-3.
  - 2. Band: Der Pakt mit dem Teufel (A Pact with Death). Arena, Würzburg 2001, ISBN 3-401-05207-1.
  - 3. Band: Tödliche Verschwörung (Hell’s Kitchen). Arena, Würzburg 2002, ISBN 3-401-05208-X.
  - 4. Band: Nicht in Deutsch erschienen (A Devils Judgement)
  - 5. Band: Nicht in Deutsch erschienen (Angel’s Snare)
  - 6. Band: Nicht in Deutsch erschienen (The False Father)
- Tödliche Spielregeln. Arena, Würzburg 1999, ISBN 3-401-02607-0.